# Hypocrita jucunda
Hypocrita jucunda là một loài bướm đêm thuộc phân họ Arctiinae, họ Erebidae.